# Автошлях B58 (Німеччина)
Федеральна траса 58 (абревіатура: В 58 ) веде від голландського кордону біля Венло через Гелдерн, Везель, Гальтерн-ам-Зе, Людінгхаузен, Ален і Бекум до Лангенберга.

## Історія
Західна частина сьогоднішнього федерального шосе 58 використовувалася з 1811 по 1813 роки як наполеонівська військова дорога (Route Impériale No.3), який мав вести пряму лінію з Парижа через Маастрихт, Венло, Везель і Мюнстер до Гамбурга, але не був завершений. Французьке позначення Route Impériale No. 3 більше не використовувався після визвольних війн і захоплення Пруссією. Східна частина сьогоднішньої федеральної траси 58 між Гальтерном і Людінгхаузеном була розширена до сільської дороги з твердим покриттям лише в післявоєнний період.

## Туризм

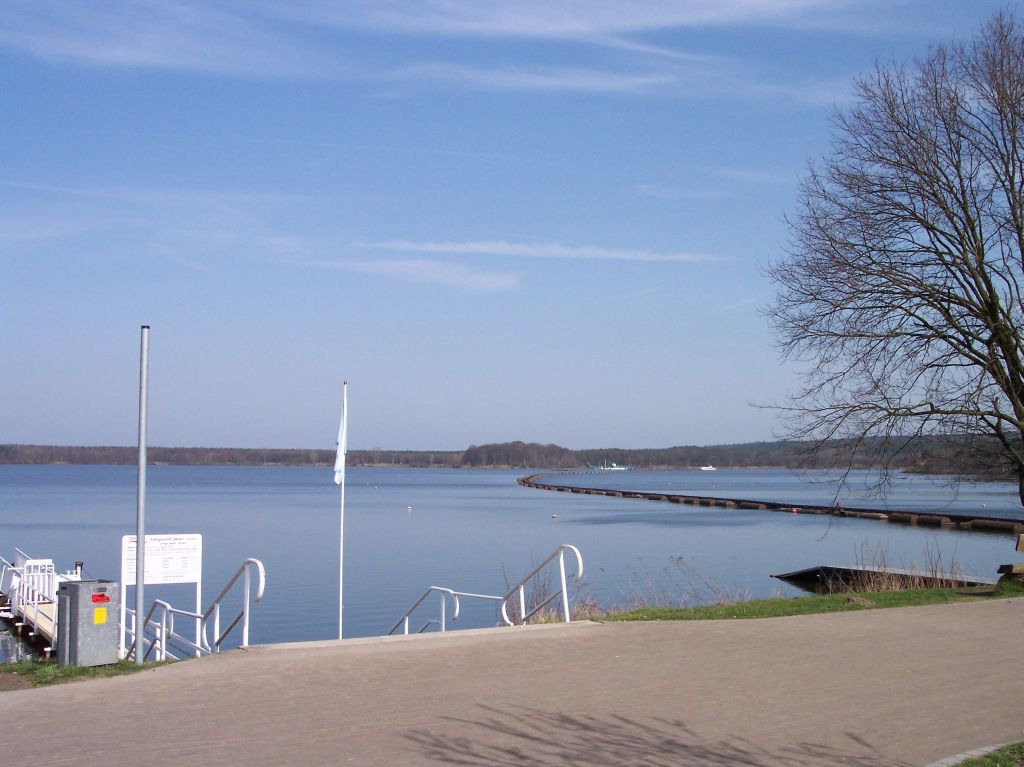
Водосховище Хальтерн розташоване безпосередньо на Б 58

B 58 проходить через природний парк Хое Марк-Вестмюнстерланд. Однак замок Лембек і навколишні ліси знаходяться поза головною дорогою. Всього за кілька кілометрів від Ліпрамсдорфа знаходиться хімічний парк Marl, найпівнічніша точка Маршруту промислової спадщини. Федеральна траса 58 веде повз Римський музей у Гальтерн-ам-Зеє. Далі на схід федеральна траса проходить повз водосховища Халтернер і Хюллерн. Незадовго до Людінгхаузена розташоване село троянд Зеппенраде, між Зеппенраде та Людінгхаузеном перетинається канал Дортмунд-Емс.